# 西敏·达内希瓦尔
西敏·达内希瓦尔  （波斯語：‎，1921年4月28日—2012年3月8日）是伊朗学者、小说家和翻译家。西敏·达内希瓦尔是伊朗最早从事小说创作的女性，被視為伊朗小说王后。西敏·达内希瓦尔的作品以女性作为故事主人公，但是其作品中的女性卻沒多少女性意識。西敏·达内希瓦尔长期在德黑兰大学任教。
2005年，达内什瓦尔因急性呼吸系统疾病而住院。一个月后出院。 2012年3月8日，她因流感在德黑兰的家中去世。 